# François d'Albergotti
François d’Albergotti, François Zénobe Philippe dit le Comte d’Albergotti, né le 25 mai 1654 à Florence et mort à Paris le 23 mars 1717 était un lieutenant-général français, commandant des troupes d’infanterie lors de la guerre de succession d’Espagne en Italie et en Flandre.

## Biographie

### Premiers pas dans l’armée française
Gentilhomme de Florence, il est le neveu de Bardo di Bardi Magalotti, lieutenant général des armées du Roi et gouverneur de Valenciennes qui le fait venir d'Italie lorsqu'il lève le Régiment Royal-Italien en 1671 et dans lequel il le fait d'abord enseigne de la colonelle.

### Laguerre de Hollande
Servant durant la guerre de Hollande, il est grièvement blessé en 1674 au siège de Navagne (Moelingen en Belgique). Passé sous le maréchal de Luxembourg, il est lieutenant-colonel en 1678 et participe aux sièges de Gand et Ypres. Commissionné colonel d’infanterie en 1680, naturalisé l’année suivante, brigadier en 1690, il se couvre de gloire lors de la victoire de Fleurus avant d’être blessé l’année suivante au siège de Mons. Après la victoire de Neerwinden en 1693, il apporte au roi à Versailles les 80 drapeaux pris à l’ennemi. Maréchal de camp en 1694, il sert en Flandre et concourt en 1697 à la prise d’Ath. Il est colonel-lieutenant du régiment Royal-Montferrat en 1700 à la mort du marquis de Natte avant d’en être nommé colonel.

### Laguerre de succession d’Espagne
Passé en Italie au début de la guerre de succession d’Espagne, Albergotti participe dès son arrivée à la bataille de Chiari. En 1702, nommé par Louis XIV lieutenant général, il contribue, sous les ordres du duc de Vendôme, à la défense de Crémone puis intervient ensuite avec beaucoup d’habileté et de courage dans plusieurs batailles (San-Vittoria, Reggio, Modène, Corregio, Carpi, Luzzara etc.). En 1705, la mort de son oncle lui permet d’obtenir la charge de colonel du Régiment Royal-Italien qu'il conservera jusqu'à sa mort.

### Les sièges deDouai
Albergotti se rend en 1707 dans l'armée de Flandre sous Vendôme puis le duc de Bourgogne. Présent à la bataille d'Audenarde, il sert ensuite sous les ordres du maréchal de Villars avec lequel, comme lui, en 1709, il est blessé à la bataille de Malplaquet. 
Le roi lui confie fin avril 1710 la défense de Douai qu’il conduit durant 56 jours contre les troupes du duc de Malborough avec une énergie remarquable. Menant les soldats lors de nombreuses sorties dans les bastions avancés, organisant des contre-mines meurtrières contre l’ennemi, galvanisant les troupes tout au long du siège, il vend sa propre vaisselle pour pouvoir payer les vivres de ses hommes et restitue aux échevins, avant la capitulation, les contributions financières qu’il avait exigées d’eux et qui n’avaient pas été dépensées. Amenée à la dernière extrémité, après de lourdes pertes, ayant perdu tout espoir d’un secours extérieur, la garnison capitule le 26 juin. Albergotti obtient les honneurs des Alliés. La menace écrite, signée par lui-même et tous ses officiers, de se faire sauter avec toute la place si ces derniers ne satisfaisaient pas à sa demande les ayant facilement convaincus. Les soldats sortent libres avec leur officiers, leurs armes et leurs charrois dont certains, inviolables, transportaient le plan-relief de la ville récemment réalisé et qui était de fait un secret militaire.
Nommé gouverneur de Sarrelouis « par provision » en juillet, sa conduite à Douai lui vaut d’être chevalier de l’ordre de Saint-Louis en 1711. L’année suivante, il réussit à bloquer à Saint-Amand les troupes du prince Eugène qui refluent après leur défaite de Denain. Il obtient ensuite sa revanche en enlevant en moins de deux semaines la place de Douai. En 1713, il sert dans l'armée du Rhin où il participe à la prise de Landau et de Fribourg.
Il meurt subitement à Paris en mars 1717.

## Citations
Saint Simon qui n’aimait guère d’Albergotti le décrit ainsi lors de sa mort en 1717 : « C’étoit un grand homme sec, à mine sombre, distraite et dédaigneuse, fort silencieux, les oreilles fort ouvertes et les yeux aussi. Obscur dans ses débauches, très avare et amassant beaucoup ; excellent officier général pour les vues et pour l’exécution, mais fort dangereux pour un général d’armée et pour ceux qui servoient avec lui. Sa valeur étoit froide et des plus éprouvées et reconnue, avec laquelle toutefois les affronts les plus publics et les mieux assénés ne lui coûtoient rien à rembourser et à laisser pleinement tomber en faveur de sa fortune. (…) Il devint ainsi lieutenant général commandant des corps séparés, chevalier de l’ordre et gouverneur de Sarrelouis. Il avoit outre cela douze mille livres de pension. (…) Il n’étoit point marié, et ne fut regretté de personne. Son neveu eut son régiment royal-italien, qui valoit beaucoup, et Madame fit donner le gouvernement de Sarrelouis au prince de Talmont. », Saint Simon, Mémoires, Tome VI (1716-1718), Pléiade, NRF, Gallimard, 1986.
Le maréchal de Villars, dans ses Mémoires, est un peu plus nuancé que le Duc. Alors qu’il avait donné des ordres pour accélérer les opérations d’encerclement de Douai en 1712, Albergotti objecte que l’investissement de la place sera difficile car il pense que l’ennemi allait la secourir. Villars écrit : « ma répartie fut vive, et telle qu’elle devoit être ; je fus même tenté de lui enlever le commandement de ce quartier. Mais, pour éviter un déshonneur aussi marqué à un ancien lieutenant général qui prenoit un travers, mais qui étoit très brave d’ailleurs, et que j’estimois, je me contentais d’y ajouter des officiers généraux de confiance, et je priais le général de Broglie, dont le quartier joignait celui-là, d’y donner une principale attention. », Petitot et Monmerqué, Collection des mémoires relatifs à l’histoire de France, Tome LXIX, Maréchal de Villars, Foucault Libraire, 1828, page 382.